# Aleuropteryx iberica
Aleuropteryx iberica là một loài côn trùng trong họ Coniopterygidae thuộc bộ Neuroptera. Loài này được Monserrat miêu tả năm 1977.